# Фосетт, Генри
Генри Фосетт (англ. Henry Fawcett; 26 августа 1833, Солсбери, — 6 ноября 1884, Кембридж) — английский экономист и государственный деятель. Член Лондонского королевского общества (1882).
Учился в Кембриджском университете. В 1858 году потерял зрение в результате несчастного случая на охоте, однако продолжил занятия наукой. С 1863 по 1884 гг. занимал кафедру профессора политической экономии в родном университете.
В 1865—1884 являлся членом Палаты общин британского парламента от Либеральной партии. В 1880—1884 занимал пост министра почт.
В 1867 году Фосетт женился на М. Гаррет, известной суфражистке и экономисте.

## Основные произведения
- «Учебник политической экономии» (Manual of Political Economy, 1863);
- «Эссе и лекции по социальным и политическим предметам» (Essays and Lectures on Social and Political Subjects, 1872, в соавторстве с М. Фосетт).